# Insomniac Doze
Insomniac Doze è un album del gruppo musicale screamo Envy, pubblicato nel 2006.

## Tracce
1. Further Ahead of Warp – 6:51
2. Shield of Selflessness – 4:30
3. Scene – 7:08
4. Crystallize – 10:34
5. The Unknown Glow – 15:28
6. Night in Winter – 6:04
7. A Warm Room – 7:18